# Emmanuel-Joseph Sieyès
Emmanuel-Joseph Sieyès (Si-j`es), francoski rimskokatoliški duhovnik in politik, * 3. marec 1748, † 20. junij 1836.
Sieyès velja za enega najbolj pomembnih teoretikov francoske revolucije, francoskega konzulata in Prvega francoskega imperija.
Bil je tudi izumitelj izraza sociologija. Znan je zlasti po razpravi "Kaj je tretji stan?".
Ko je postal 